# 타샤 튜더
《타샤 튜더》(영어: Tasha Tudor: A Still Water Story)는 2017년 4월 개봉한 일본의 다큐멘터리 영화이다. 마츠타니 미츠에가 감독을 맡았다. 대한민국은 2018년 9월 13일에 개봉되었다.

## 줄거리
동화 같은 사계절, 마법 같은 타샤의 세계로 초대한다. 전 세계에서 사랑 받는 베스트셀러 동화 작가이자 비밀의 화원」과 「소공녀」, 백악관의 크리스마스 카드 삽화를 그리고 30만 평 대지를 천상의 화원으로 일구며, 꿈꾸는 대로 살았던 자연주의자 '타샤 튜더' 라이프스타일의 아이콘, 타샤가 직접 들려주는 그녀만의 행복 스토리!

## 출연진
- 타샤 튜더 - 본인 역